# Prva Records
Prva Records је српска издавачка кућа у власништву предузећа . Основана је 25. децембра 2011. године, у власништву предузећа Antenna Group. Име је добила по каналу Прва српска телевизија.